# Coupeville
La ville de Coupeville est le siège du comté d'Island,  dans l’État de Washington, aux États-Unis. Sa population s’élevait à 1 831 habitants lors du recensement de 2010, estimée à 1 928 habitants en 2017.

## Démographie
| Groupe            | Coupeville | Washington | États-Unis |
| ----------------- | ---------- | ---------- | ---------- |
| Blancs            | 87,2       | 77,3       | 72,4       |
| Métis             | 4,3        | 4,7        | 2,9        |
| Autres            | 4,2        | 5,2        | 6,2        |
| Asiatiques        | 1,9        | 7,2        | 4,8        |
| Afro-Américains   | 1,6        | 3,6        | 12,6       |
| Amérindiens       | 0,6        | 1,5        | 0,9        |
| Océaniens         | 0,3        | 0,6        | 0,2        |
| Total             | 100        | 100        | 100        |
|                   |            |            |            |
| Latino-Américains | 9,0        | 11,2       | 16,7       |

En 2010, la population latino-américaine est majoritairement composée de Mexicano-Américains, qui représentent 7,1 % de la population totale de la ville.
Selon l’American Community Survey, pour la période 2011-2015, 87,28 % de la population âgée de plus de 5 ans déclare parler anglais à la maison, alors que 9,60 % déclare parler l'espagnol, 1,46 % une langue chinoise, 0,65 % le tagalog, 0,50 % le serbo-croate et 0,50 % une autre langue.